# Springs, New York
Springs är en ort i Suffolk County i delstaten New York i USA.